# Newyorská metropolitní oblast

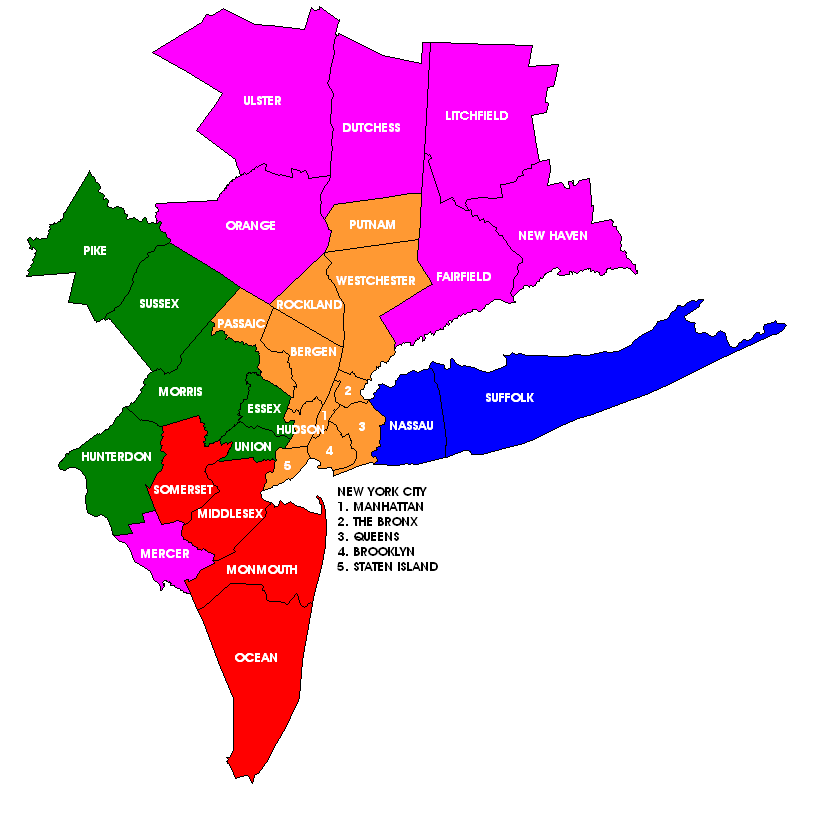
Newyorská metropolitní oblast

Newyorská metropolitní oblast je nejlidnatější metropolitní oblastí v USA a také jedna z nejlidnatějších na světě. Metropolitní oblast je definována Úřadem pro řízení a rozpočet jako metropolitní statistická oblast New York-Severní New Jersey-Long Island-New Jersey-Pensylvánie s odhadem populace 18 815 988 (zhruba 1 ze 16 Američanů). MSA je dále rozdělena do čtyř metropolitních oblastí. Metropolitní oblast se skládá ze 23 okresů, z čehož deset okresů je ve státě New York (pět Newyorských městských obvodů, oba okresy Long Islandu a tři okresy v dolní části údolí řeky Hudson); dvanáct okresů v severní a střední části New Jersey a jednoho okresu na severovýchodě Pensylvánie.
Úřad pro řízení a rozpočet také používá širší region skládající se z NY metropolitní oblasti plus pět přilehlých metropolitních oblastí. Tato oblast je známá jako kombinovaná statistická oblast New York-Newark-Bridgeport-New Jersey-Connecticut-Pensylvánie, s odhadem populace 21 961 994 lidí v roce 2007.
Tato širší oblast zahrnuje největší město ve Spojených státech (New York), pět největších měst v New Jersey – Newark, Jersey City, Elizabeth, Paterson a Trenton a šest ze sedmi největších měst v Connecticutu – Bridgeport, New Haven, Stamford, Waterbury, Norwalk a Danbury. Celková rozloha kombinované metropolitní oblasti je 30 671 km².

## Demografické údaje

### Etnická diverzita
Od svého založení jako obchodní kolonie Nové Nizozemsko byla oblast známá pro svou etnickou rozmanitost. Začátkem 19. století, byla oblast rozdělen mezi Italy, Iry, Němce a Židy. Malé komunity zde měli také Poláci a Libanonci.
Díky postupným vlnám imigrace, které začaly v 19. století a pokračují dodnes, diverzita stále roste. Státy New York, New Jersey a Connecticut se řadí mezi 10 států s nejrychleji rostoucím počtem imigrantů, velký počet přistěhovalců v posledních letech z celé Latinské Ameriky,Asie a Karibiku dnes nazývá Newyorskou metropolitní oblast domovem. Je zde několik silných a významných imigrantských komunit: Dominikánci, Portoričané, Kolumbijci, Ekvádorci, Mexičané, Číňané, Filipínci, Rusové, Korejci, Indové, Pákistánci, Bengálci, Italové, Irové a Poláci. Prakticky všechna významná etnika na světě jsou alespoň částečně zastoupena svou národní kuchyní.
Je zde velký počet křesťanů, zejména katolíků, ale také různé církve východního pravoslaví a protestantství. New York má silnou židovskou populaci, je významným centrem ortodoxního judaismu a je domovem mnoha chasidských hnutí, zejména v Brooklynu. Své bohoslužby mají v této oblasti též hinduisté, muslimové, buddhisté, Sikhové, taoisté a řada jiných náboženství. Mimo věřících je zde i mnoho lidí, kteří nepraktikují žádné náboženství.